# Wahlen 1957
◄◄ | ◄ | 1953 | 1954 | 1955 | 1956 | Wahlen 1957 | 1958 | 1959 | 1960 | 1961 | ► | ►►

Weitere Ereignisse
Folgende politische Wahlen fanden im Jahr 1957 statt:

## Afrika
- Parlamentswahlen in Äthiopien 1957
- Im März die Wahlen zum Legislativrat in Kenia 1957
- Am 31. März die Wahl zur Territorialversammlung in Französisch-Guinea 1957
- Am 31. März die Wahlen zur Territorialversammlung in Niger 1957
- Am 31. März die Wahl zur Territorialversammlung in Obervolta 1957

## Amerika
- Kanadische Unterhauswahl 1957

## Asien
- Präsidentschaftswahl in Indien 1957
- Parlamentswahl in Indien 1957
- Parlamentswahl in Thailand 1957, siehe Putsch in Thailand 1957

## Europa

### Deutschland
- Am 23. Juni die Kommunalwahlen in der DDR 1957
- Am 15. September die Bundestagswahl 1957
- Am 10. November die Bürgerschaftswahl in Hamburg 1957

### Österreich
- Am 10. März die Landtagswahl in der Steiermark 1957
- Am 5. Mai die Bundespräsidentenwahl in Österreich 1957
- Am 27. Oktober die Landtagswahl in Tirol 1957